# 永井直期
永井 直期（ながい なおざね）は、摂津高槻藩の第6代藩主。

## 略伝
元禄16年（1703年）3月3日、大和新庄藩主・永井直円の五男として生まれる。長兄の直達は高槻藩の第4代藩主であったが、宝永3年（1706年）に早世した。
その跡を継いだ従兄の第5代藩主・直英も正徳5年（1715年）に早世し、直期はその養子として跡を継いだ。藩政では藩財政再建のため、百姓に重い年貢を課したという。延享5年（1748年）1月16日、長男の直行に家督を譲って隠居し、明和2年（1765年）4月22日に死去した。享年63。